# Заган-паша
Заганос или Заган паша (османски турски: زاغنوس پاشا, турски: Заганос-паша, албански: Зогнуш паша; око 1426 – 1469) је био албански османски војни заповедник, са титулама и чиновима капудан паше и највишим војним чином, велики везир, за време владавине султана Мехмеда II „Освајача“. Првобитно хришћанин, који је регрутован и преобраћен кроз девширма систем, постао је муслиман и уздигао се у редове јањичара. Постао је један од истакнутих војсковођа султана Мехмеда II и а лала – султанов саветник, ментор, тутор, заштитник. Уклонио је свог ривала, претходног великог везира Чандарл Халил-пашу Млађег, усред пада Цариграда. Касније је служио као гувернер Тесалије и Македоније.

## Биографија

### Порекло и младост
Заган је регрутован кроз систем Девширме и уздигао се кроз редове јањичара. Сматра се да је био католик албанског порекла. Неки извори га помињу као албанског племићког порекла потомка Скендербега или Хамзе Кастриота. Већина извора га описује као Албанца, а мањи број наводи да је пореклом Србин, Грк, јужнословенског порекла или непознатог порекла. По преобраћењу је постао верни муслиман.
У вакуфу (задужбини) његово име се појављује као „Заганос бин Абдуллах“, што указује да је прошао кроз девширма систем.
Када је султан Мехмед II абдицирао 1446. године, Заган је био уз њега.

### Други везир
Млади султан Мехмед II је након свог повратка на престо (18. фебруара 1451.) потврдио Чандарл Халил-пашу Млађег за свог првог везира (иако изгледа да га није волео), и подигао Заган - пашу са трећег на положај другог везира. Халил-паша је постављен за првог везира 1439. године, након свргавања Исак-паше. Заган, који је био млађи, био је љубоморан на положај Халил-паше.

### Освајање Константинопоља
Током опсаде Константинопоља, највећи део османске војске био се улогорио јужно од Златног рога. Редовним европским трупама, испруженим целом дужином зидина, командовао је Караџа паша. Редовне трупе из Анадолије под Исак-пашом биле су стациониране јужно од Лика до Мраморног мора. Сам султан Мехмед II је подигао свој црвено-златни шатор у близини Мезотеихиона, где су били постављени топови и елитни пукови, јањичари. Башибазуци су се раширили иза линије фронта. Друге трупе под Заганом биле су ангажоване северно од Златног Рога. Комуникацију је одржавао пут који је био изграђен преко мочварног врха Рога. После неуспешних фронталних офанзива, Османлије су настојале да пробију зидине изградњом тунела у покушају да их минирају од средине маја до 25. маја. Многи сапери били су рудари немачког порекла које је из Новог Брда послао српски деспот. Стављени су под команду Заган паше. Међутим, Византинци су запослили инжењера по имену Јоханес Грант (за кога се говорило да је Немац, али је вероватно Шкот), који је копао контра-тунеле, омогућавајући византијским трупама да уђу у тунеле и убију турске раднике. Византинци су у ноћи 16. маја пресрели први српски тунел. Накнадни напори у изградњи тунела прекинути су 21, 23. и 25. маја, уништавајући их грчком ватром и снажном борбом. Дана 23. маја, Византинци су ухватили и мучили два турска официра, који су открили локацију свих турских тунела, који су потом уништени. Султан Мехмед II је 21. маја послао посланика у Цариград и понудио им да прекине опсаду ако му предају град. Цар Константин XI Палеолог Драгаш  је прихватио да плаћа већи харач султану и признао статус свих освојених двораца и земаља у рукама Турака као османски посед. Отприлике у то време, султан Мехмед II је имао завршни савет са својим вишим официрима. Овде је наишао на неки отпор; један од његових везира, ветеран Халил-паша, који није одобравао Мехмедове планове да освоји град, сада га је опомињао да одустане од опсаде пред недавним недаћама. Заган се противио Халиловом плану, и наставио је да инсистира на хитном нападу. Пошто је оптужен за мито, Халил-паша је касније те године убијен. Султан Мехмед II је планирао да савлада зидине чистом силом, очекујући да ће ослабљена византијска одбрана дуготрајном опсадом сада бити истрошена пре него што му понестане трупа и почне припреме за последњу свеобухватну офанзиву.
Након османске окупације Цариграда, султан Мехмед II је наредио Загану да са својим галијама крене у Галату, како би спречио византијске бродове да исплове.
Приче о сарадњи Халил-паше са Византинцима највероватније је пренела фракција Заган - паше. Заган је наследио Халил-пашу на месту великог везира. 1456. године, међутим, Заган је постао жртвени јарац након неуспеле експедиције на Београд који је држала Угарска. Заганова ћерка је протерана из султановог харема, а њих двоје су протерани у Баликесир, где је вероватно имао имовину. Године 1459. Заган се вратио и постао капудан паша брзорастуће османске морнарице, а од следеће године је био гувернер Тесалије и Македоније.

## Личност и изглед
За Загана се говорило да је висок и интелигентан човек. Називали су га најокрутнијим османским капетаном свог времена и за њега се говорило да је непријатељ хришћана. Био је апсолутно лојалан султану Мехмеду II, чак и када је био само принц, знајући да његови изгледи зависе од успеха његовог господара. Заган је био војник који је веровао да се Османско царство увек мора ширити како би непријатеље држао ван равнотеже. Био је познат по својим ратничким уверењима и играо је важну улогу у паду Цариграда 1453. године.
Био је један од истакнутих османских војних заповедника султана Мехмеда II (Мехмеда II Освајача) и лала, истовремено саветник, ментор, тутор и заштитник султана.

## Војна достигнућа
Током последње опсаде Цариграда, Заган-пашине трупе су прве стигле до кула. Улубатли Хасан је био први војник који је стигао до куле. Током опсаде многи сапери су стављени под команду Заган-паше. Султан Мехмед II је скоро искључиво прихватио Заганов савет.
Султан Мехмед II му је одао почасти због оданости и поштења, заједно са друга два султанова везира, Халил-пашом и Сариџа-пашом, тако што је по њима назвао три велике куле Румели Хисара. Кула на југу је названа по Заган паши.

## Породица

### Жене
Имао је три жене:
- Сити Нефис Хатун. Ћерка Тимурташоглу Оруч паше, везира Анадолије под султаном Муратом II. Од ње је имао два сина и две ћерке. Умрла је или се Заган развео од ње пре 1444. године.
- Фатма Хатун (1430 - 1464 или касније). Ћерка султана Мурата II и Хуме Хатун и рођена сестра султана Мехмеда II. Венчали су се 1444. године, а развели 1462. године. Од ње је имао два сина.[15]
- Ана Хатун (1463. године). Ћерка цара Давида Великог Комнина и царице Хелене Кантакузин, ћерке деспота Димитрија I Кантакузина. Султан Мехмед II ју је додао свом харему након што је победио њеног оца и понудио му је за жену у замену за дозволу да се ожени Загановом ћерком Хатиџе Хатун.[16][17]

### Синови
Имао је најмање четири сина:
- Мехмед бег - син Сити Нефисе Хатун
- Али Челеби - син Сити Нефисе Хатун
- Хамза бег - син Фатме Хатун
- Ахмед Челеби - син Фатме Хатун. Постао је важан саветник свог рођака, султана Бајазита II.

### Ћерке
Имао је најмање две ћерке:
- Селџук Хатун - ћерка Сити Нефисе Хатун. Удала се за Махмуд пашу Анђеловића и касније постала љубавница Шехзаде Мустафе, сина султана Мехмеда II. Од мужа је имала сина Али Бега и ћерку Хатиџе Хатун.
- Хатиџе Хатун - ћерка Сити Нефисе Хатун. Постала је супруга султана Мехмеда II. После Мехмедове смрти, удала се за државника.

## Наслеђе
Његов, као и породични, маузолеј налази се у његовој задужбини (1454. године), Заган-пашиној џамији, у Баликесиру.